# HyperScan
HyperScan, es una consola de videojuegos producida por Mattel, se estrenó en el mercado el 26 de octubre de 2006. La consola utiliza tecnología RFID, el soporte de datos son placas UDF. HyperScan tiene dos puertos para controladores y un escáner RFID de 13.56 MHz, que lee y escribe datos de tarjetas especiales que se utilizan para activar funciones adicionales en los juegos y guardar el progreso del juego.
La consola se vendió en dos variantes: regular y la primera de ellas estaba disponible para dos jugadores en las tiendas, el set para dos jugadores solo estaba disponible en línea. El set de las tiendas incluía una consola, controlador, disco de juego X-Men y 6 tarjetas X-Men. El segundo conjunto también contenía un controlador adicional y 12 tarjetas X-Men adicionales.
La consola se retiró del mercado en 2007 debido a los malos resultados en la venta de juegos y la consola misma. La revista PC World anunció en uno de sus artículos que HyperScan es una de las diez peores consolas de todos los tiempos.

## Juegos
Los siguientes cinco títulos fueron lanzados para la consola, aunque inicialmente se planeó lanzar siete, todos ellos usaron tarjetas especiales que permitieron el uso de contenido adicional:
- X-Men (agregado al kit de consola)
- Spider-Man
- Marvel Heroes
- IWL: Interstellar Wrestling League
- Ben 10

### Videojuegos cancelados
Todos los videojuegos cancelados para la HyperScan fueron planeados por Nickelodeon:
- Avatar: The Last Airbender
- Nick Extreme Sports

### Homebrew
A pesar de la baja popularidad y de la mala recepción, la consola tiene varios proyectos de Homebrew.

## hardware

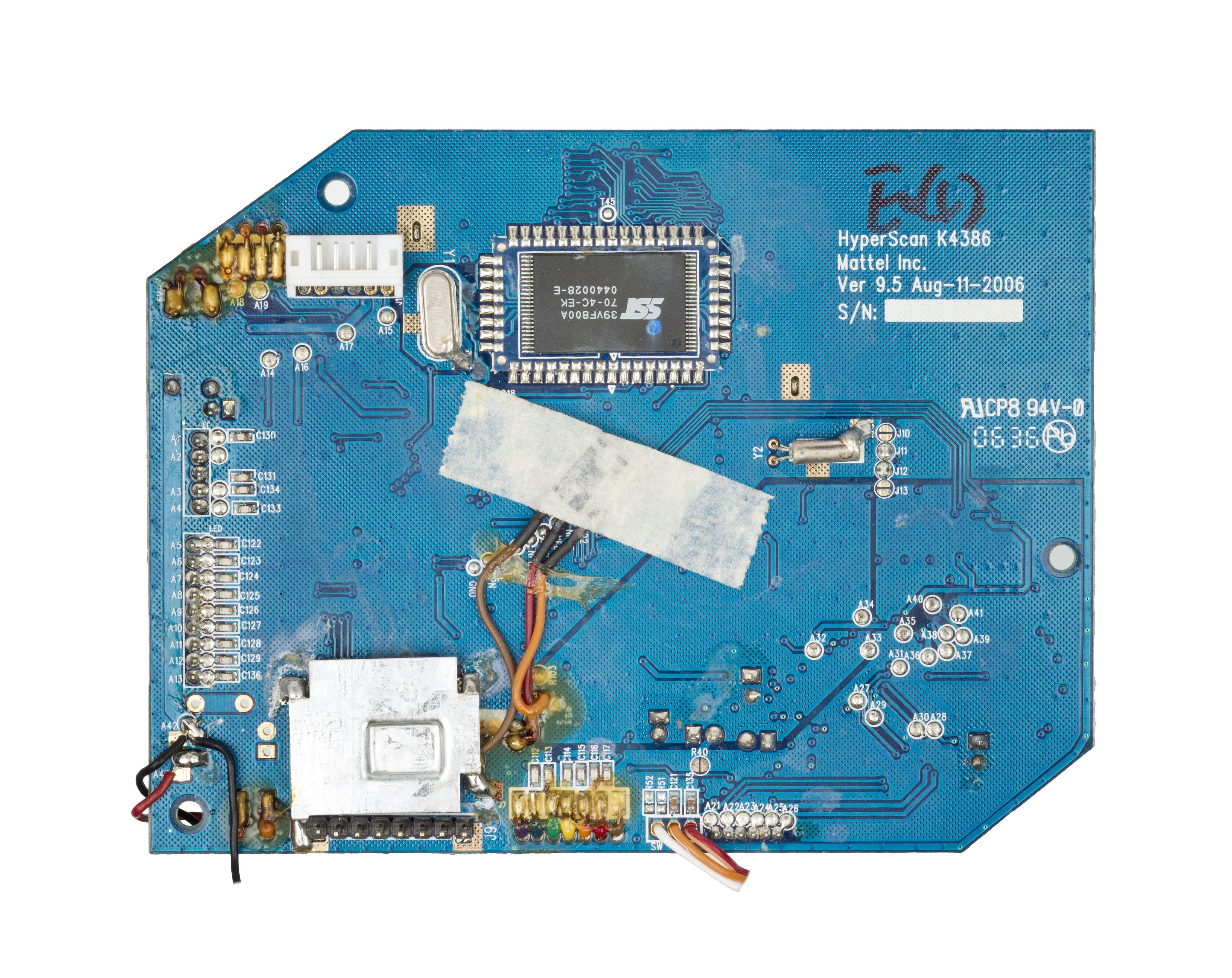
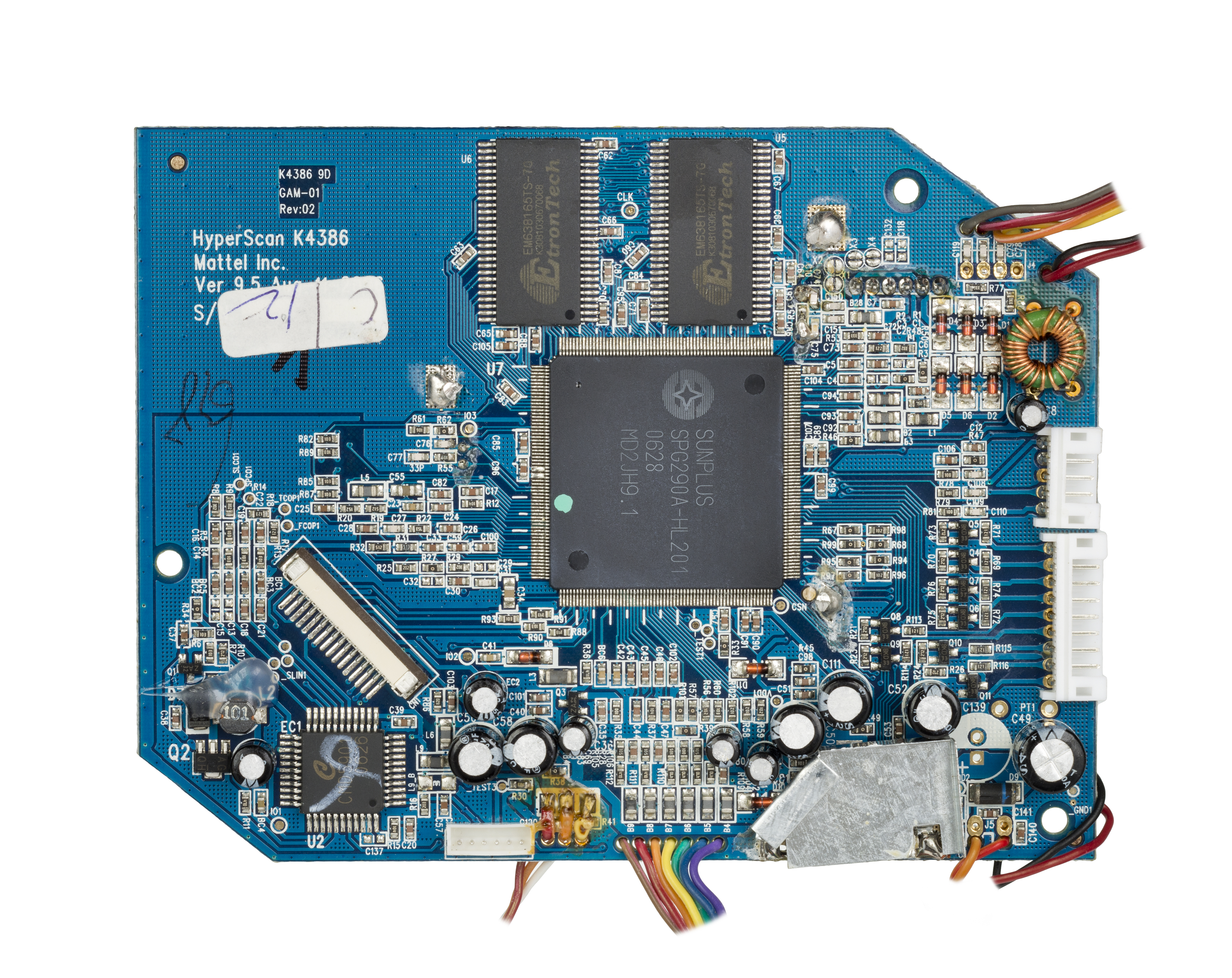
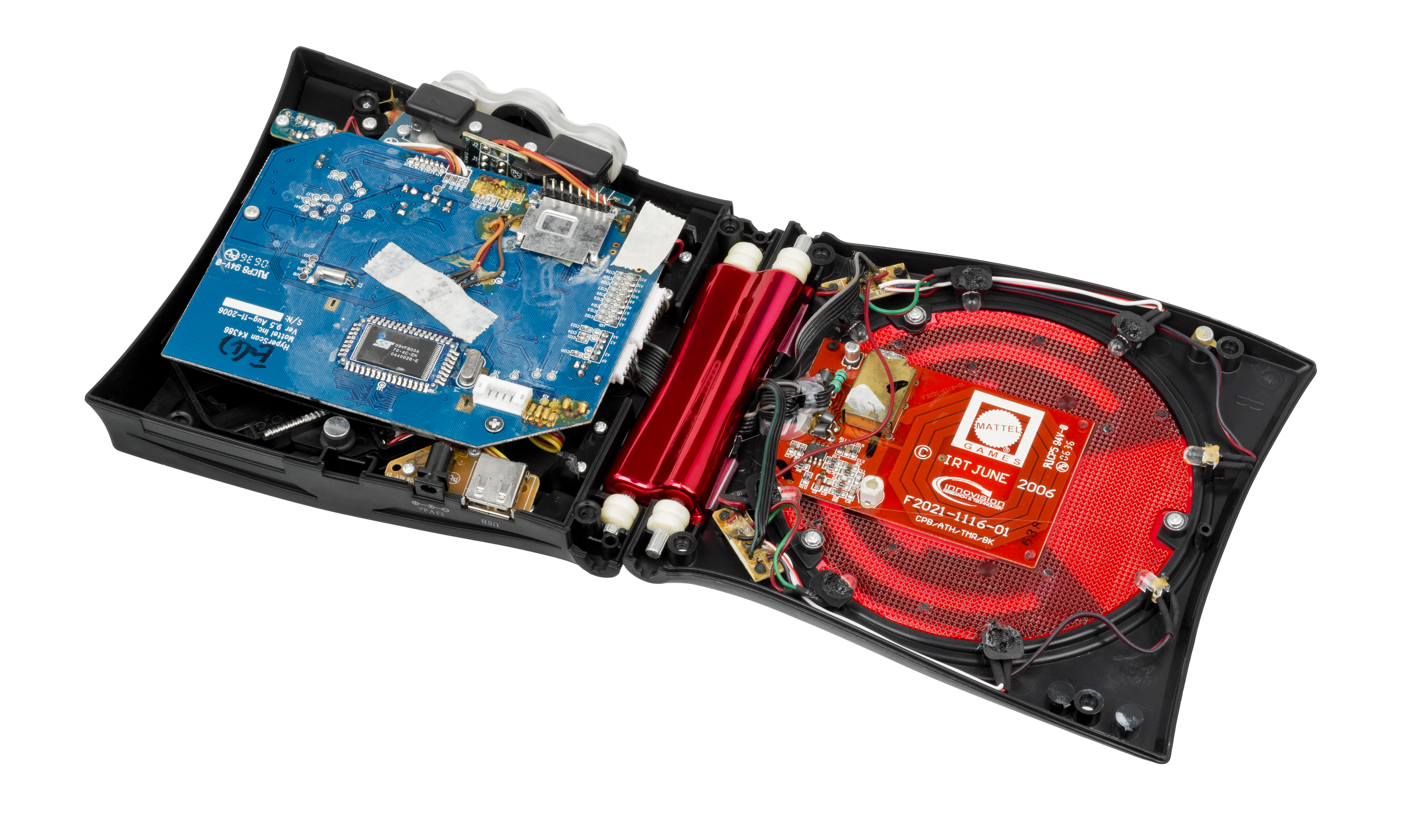
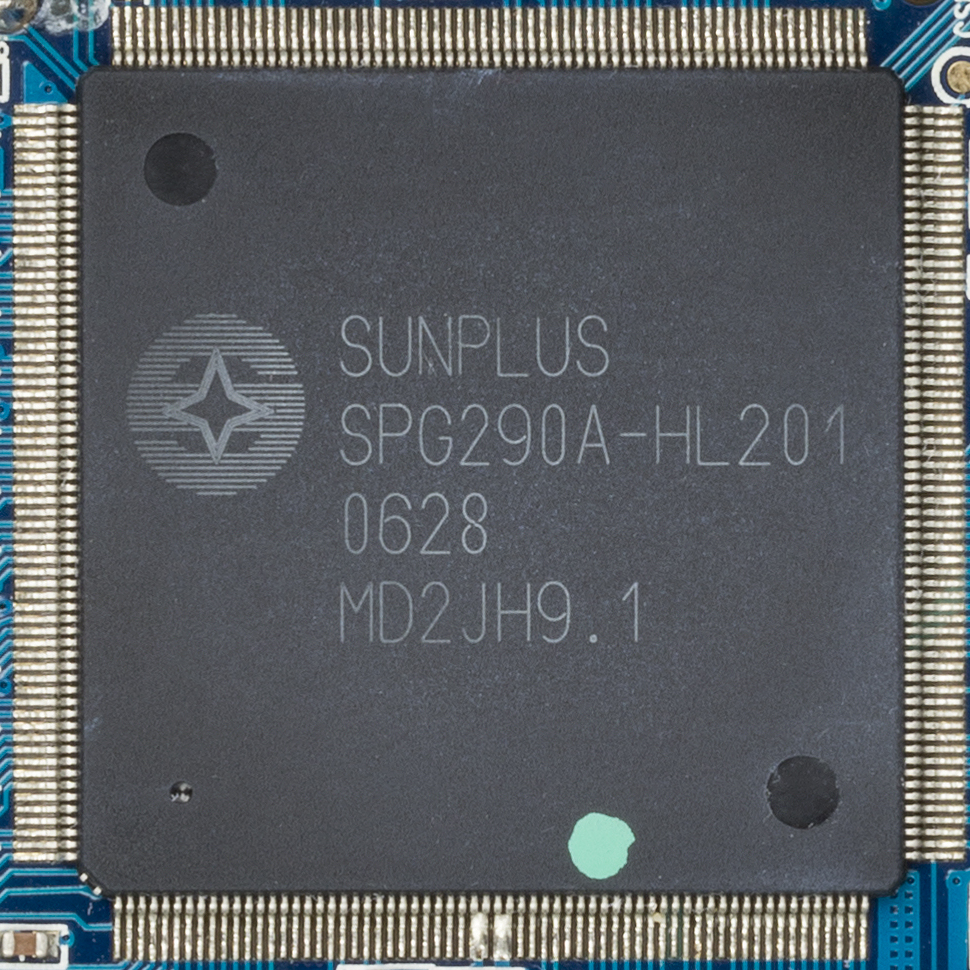

## Recepción
La consola recibió comentarios negativos tanto de jugadores como de expertos, se criticó el diseño de la consola, la mala calidad de la consola y los juegos, y los problemas con los controladores.